# Liste der albanischen Botschafter in Griechenland
Der Botschafter Albaniens in Griechenland (griechisch Πρέσβης της Δημοκρατίας της Αλβανίας στην Ελλάδα, Présvis tis Dimokratías tis Albanías stin Elláda) ist der ranghöchste Diplomat Albaniens in Griechenland. Der Botschafter residiert in der Albanischen Botschaft in Athen (albanisch Ambasada e Republikës së Shqipërisë në Athinë) in Vekiareli 7, Filothei 152 37 (Αρ. Βεκιαρέλη 7, Φιλοθέη 152 37). Die Beziehungen zwischen Albanien und Griechenland in den letzten hundert Jahren, im geschichtlichen Zusammenhang mit dem modernen Albanischen Staat, waren geprägt von zwei fundamentalen Themen: territoriale beziehungsweise Grenzstreitigkeiten und den Belangen von Minderheiten, was typisch für benachbarte Staaten ist.

## Diplomaten

### Botschafter
- Midhat Frashëri, 1923–1926
- Lec Kurti, 1926–1926
- Stavro Stavri, 1926–1928
- Rrok Stani, 1929–1929
- Eqrem Vlora, 1929–1930
- Ali Asllani, 1930–1932
- Xhaferr Vila, 1932–1933
- Tahir Shtylla, 1933
- Qemal Mesarea, 1933–1934
- Xhavid Leskoviku, 1934–1936
- Sotir Laci, 1936–1937
- Rauf Fico, 1937–1939

Keine diplomatischen Beziehungen von 1939 bis 1972
- Lik Seiti, 1972–1979
- Bashkim Dino, 1979–1981
- Ksenofon Nushi, 1981–1988
- Izedin Ajdini 1988–1991
- Qazim Tepshi, 1991–1992
- Hysen Çabej, 1992–1997
- Kastriot Robo, 1997–2002
- Bashkim Zeneli, 2002–2005
- Vili Minarolli, 2005–2010
- Dashnor Dervishi, 2010–2016
- Ardiana Hobdari, 2017–2019[3][4]

### Konsule
- Qemal Frashëri, 1925–1926
- Vasil Kalluci, 1926–1926
- Avdyl Sula, 1926–1927
- Remzi Janina, 1926–1931
- Sofokli Çomorra, 1928–1933
- Ferid Dervishi, 1932–1933
- Dhimitër Kosturi, 1932–1935
- Hamdi Karazi, 1933–1934
- Remzi Çelo, 1934–1939

- Qemal Jusfuti, 1934–1935
- Gjergj Geco, 1935–1936
- Sotir Laci, 1936–1937
- Nezir Leskoviku, 1936–1938
- Maksud Hulusi, 1937–1939
- Rrok Stani, 1937–1939
- Xhahid Koka, 1938
- Angjelin Kakariqi, 1938–1939